# Microblepharis
Microblepharis je rod iz porodice Passifloraceae.
Ovaj rod još nema priznatih vrsta. Nije riješen status petorima vrstama.